# サントノリーヌ＝デ＝ペルテ
サントノリーヌ＝デ＝ペルテ (Sainte-Honorine-des-Pertes) は、フランスのカルヴァドス県の旧コミューン。
サントノリーヌ＝デ＝ペルテは第二次世界大戦中の1944年6月6日、ノルマンディー上陸作戦が行われたオマハ・ビーチの東端部に位置していた。